# Metaleptobasis bicornis
Metaleptobasis bicornis là một loài chuồn chuồn kim trong họ Coenagrionidae.
Loài này được xếp vào nhóm loài thiếu dữ liệu trong sách Đỏ của IUCN năm 2007.
Metaleptobasis bicornis được Selys miêu tả khoa học năm 1877.